# 安东尼奥·卡诺瓦
安东尼奥·卡诺瓦 （義大利語：Antonio Canova，義大利語發音：[anˈtɔːnjo kaˈnɔːva]，1757年11月1日—1822年10月13日）是意大利新古典主义雕塑家，他的作品标志着雕塑从戏剧化的巴洛克时期进入到以复兴古典风格为追求的新古典主义时期。

## 生平

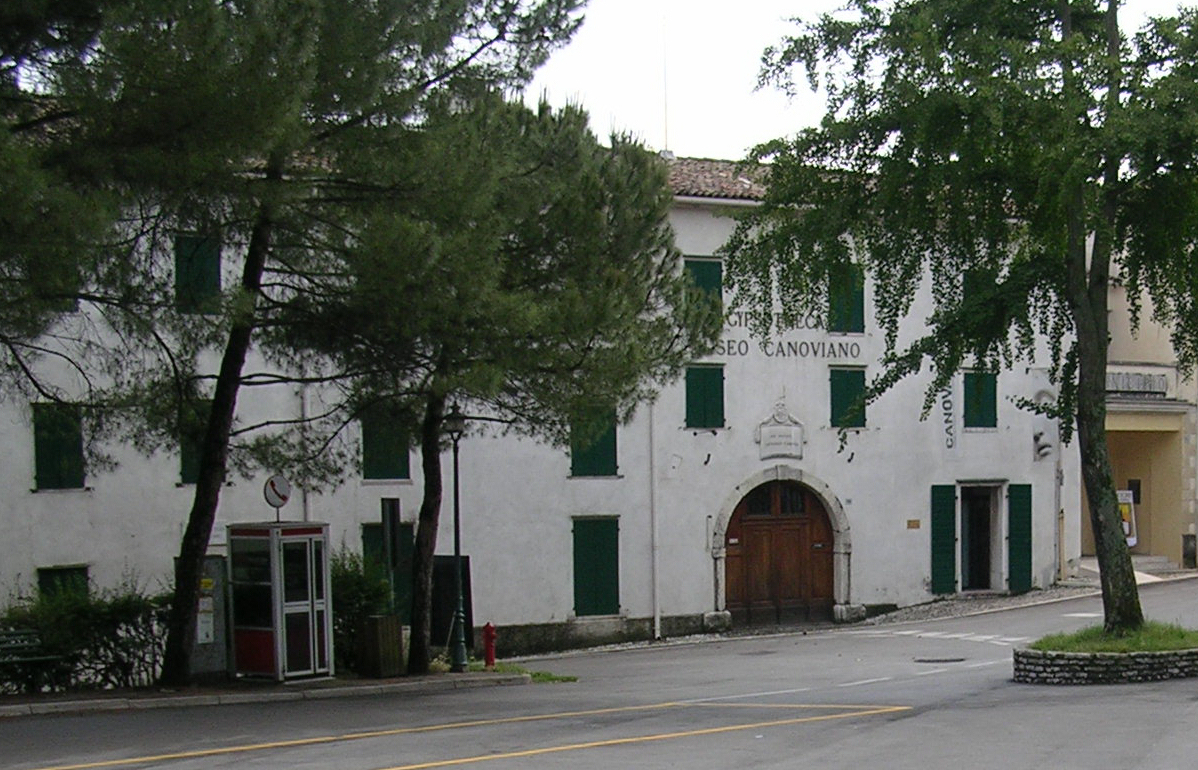
卡诺瓦故居博物馆

卡诺瓦出生于威尼斯附近，坐落在阿尔卑斯山余脉山麓的一个小村庄，父亲和祖父都是当地的石匠，三岁时父亲去世，母亲改嫁，他依靠祖父母抚养长大。他在刚刚能拿铅笔的年纪，祖父已经开始教他绘画，祖母也非常关心他，在他后来有能力时，就将还在世的祖母接到罗马家中养老。
早年他就喜爱雕塑，在他祖父的工作间也得到了实践的机会，9岁时就制作了两个大理石小神龛，后来就开始作为祖父的助手，他的才华受到他祖父的顾主，威尼斯贵族的欣赏。
据说他11岁时应贵族的要求，用黄油制作了一个狮子雕塑，被雕塑家托莱托发现，收他为徒，他学习了两年，获益非浅，后来托莱托去世，他又随其侄子学习一年。以后他就开始独立工作。第一件作品是他在16岁时完成的《俄耳甫斯和欧利蒂丝》，表现了在地狱的烟火中的欧利蒂丝，受到广泛的赞誉。

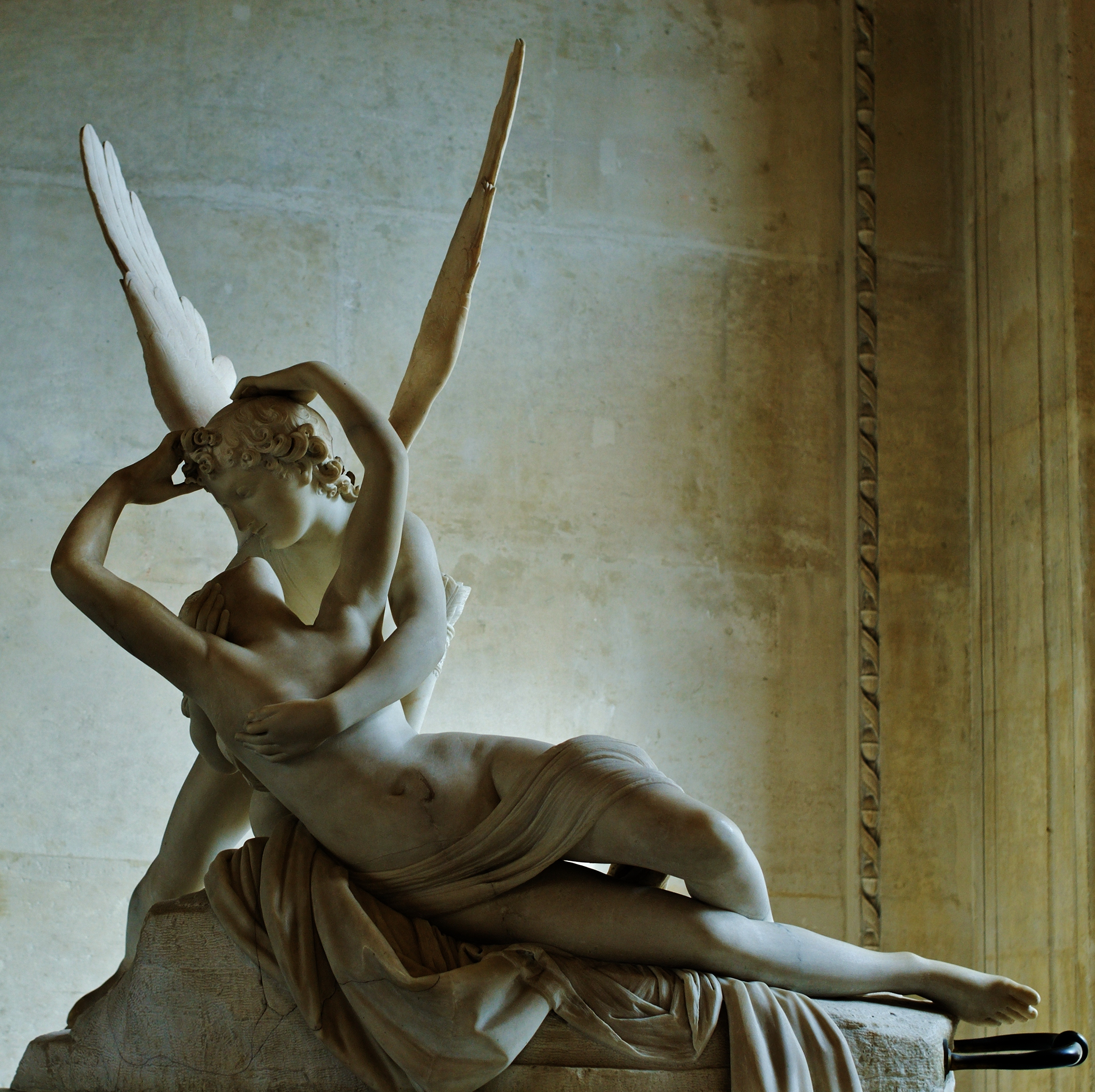
《因邱比特的吻而复活的普塞克》，藏于卢浮宫

修道院为他提供了一间工作室，在那里他研究人体解剖，有时也到学院学习，但主要从自然中学习，大约有三年他没有完成任何作品。接下来他完成了一系列受到赞赏的作品，最重要的是飞向太阳的《戴达罗斯和他的儿子伊卡鲁斯》，他的才能得到公认。
24岁时他离开威尼斯前往罗马发展，并得到威尼斯元老院的一笔资助（大约每年60镑，共资助三年），并得到威尼斯驻罗马公使的热情帮助。

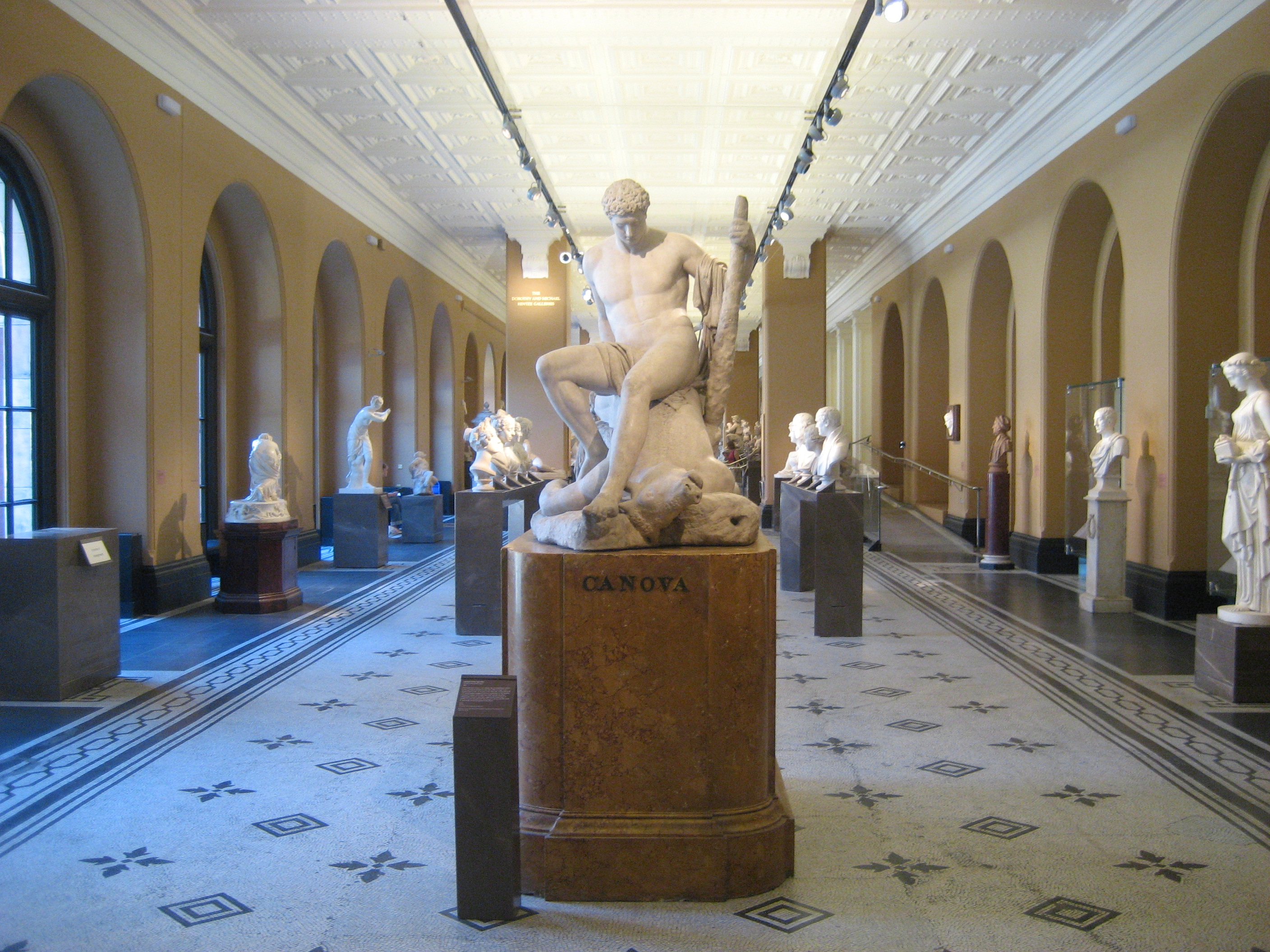
《忒修斯杀死米诺陶》

1780年12月28日他抵达罗马，开始全新的阶段，在这里，他的作品《忒修斯杀死米诺陶》大获成功，这件作品的简约和自然的表现手法形成今后他的风格。
他的另一件作品是教皇克莱孟十四世的纪念碑，用了四年时间完成，这件作品使他跻身于当时最著名的艺术家行列之中。
他又用了五年时间，完成了教皇克雷芒十三世的纪念碑，从此后他的名声大振，接受了一系列的定单，创作了《爱神邱比特和普塞克》，俄罗斯沙皇曾邀请他去圣彼得堡，被他拒绝了，他说：“意大利是我的国家，是艺术的原生地，我不能离开她，我是在这里长大的，如果我的才能用于其他土地，必须是能对意大利有利，难道还能舍弃她而为其他国家服务吗？”但仍然有许多他的作品被俄罗斯收藏。
从1795年到1797年，他创作了一系列著名的作品。1798年，由于法国军队入侵，他返回家乡，只创作了一些绘画作品，一年后返回罗马，但健康状况已经不如以前，他到德国旅行一段时间，回来后身体有好转，立刻又投入工作。
1815年，教皇命令他去巴黎监督收回拿破伦掠去的艺术品，秋季，他访问了伦敦，1816年初，他回到罗马，被任命为罗马主要艺术学院圣卢克学院的院长，教皇亲自指定将他的名字以大写金字刻匾，并被给予伊斯恰侯爵的爵位，年薪3000克朗。

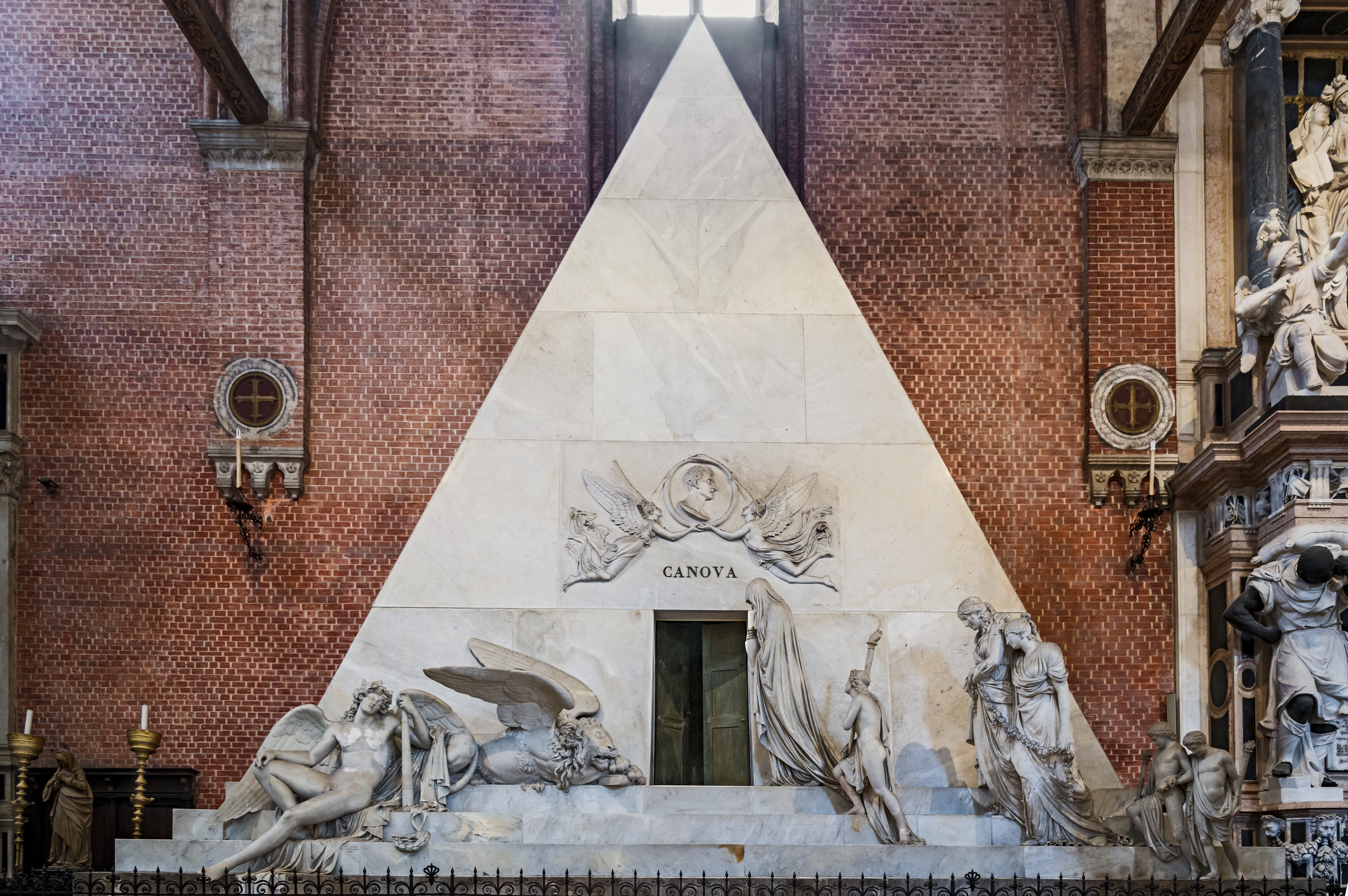
收藏卡诺瓦心臟的纪念碑

他又完成了一系列宗教作品，包括教皇庇护六世雕像、《玛尔斯和维纳斯》、《圣母哀悼耶稣》、《圣约翰》和《抹大拉的马利亚》等。
1822年5月，他访问那不勒斯，去视察正在作成腊模的菲迪南七世像，健康状况进一步恶化，回到罗马后有所缓和，年底，在返回家乡的路上，于威尼斯逝世，享年65岁。他的遗体被安葬在家乡的寺庙中，他的心脏被藏放在他曾经为提香设计的大理石金字塔形墓中。

## 其他作品

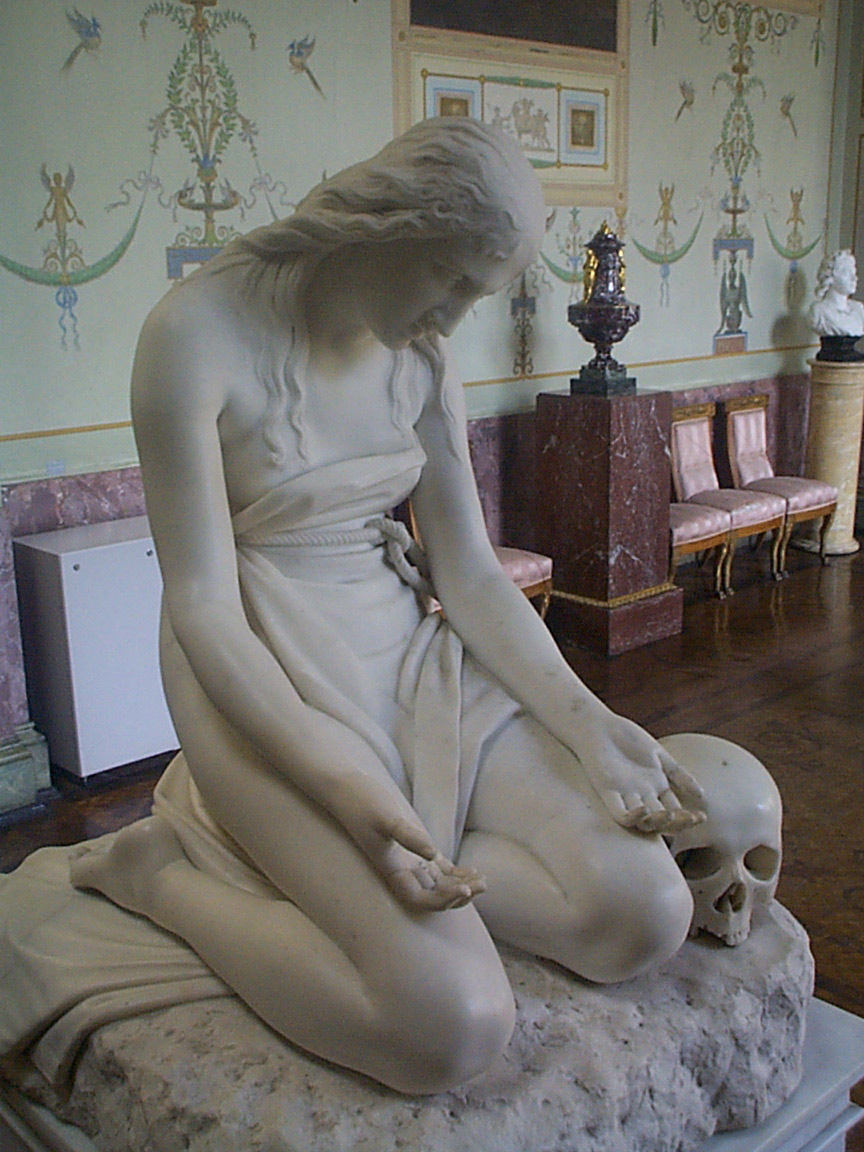
抹大拉的马利亚
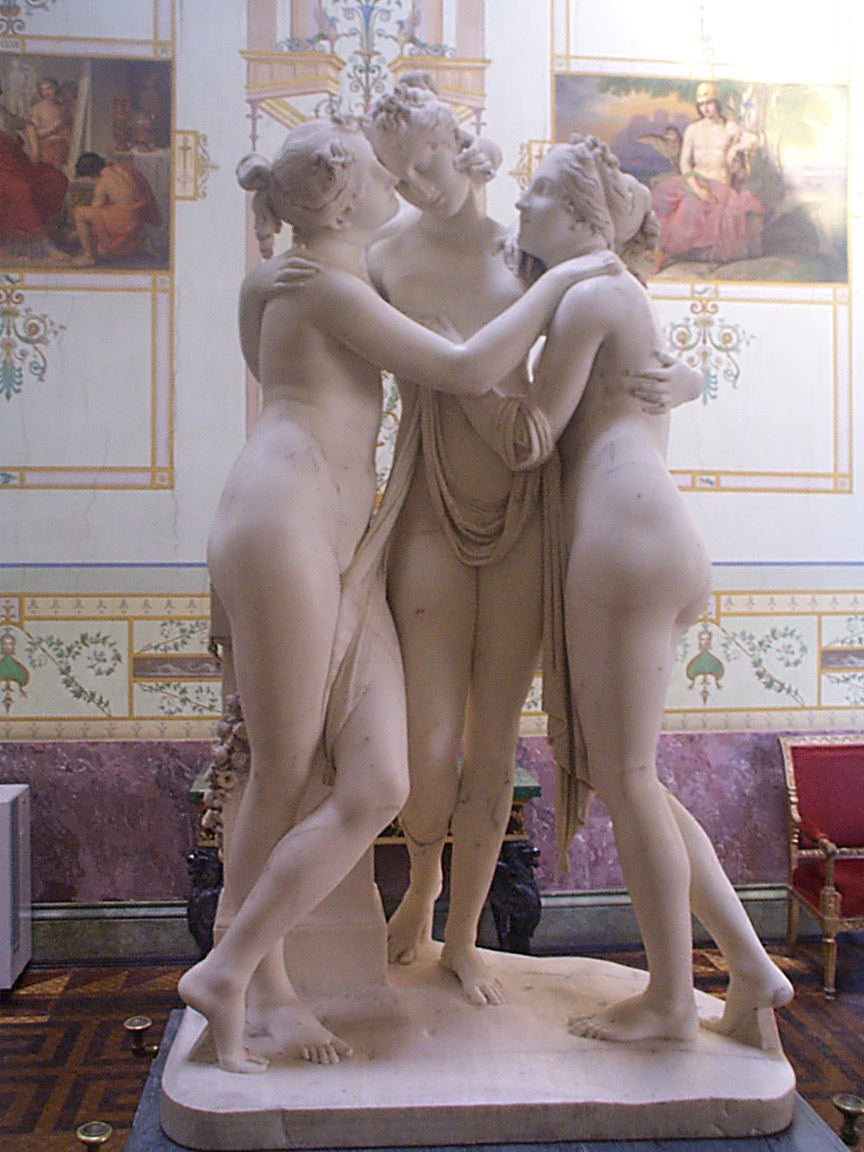
美惠三女神